# Pegasus (fusée)
Pour les articles homonymes, voir Pégase.

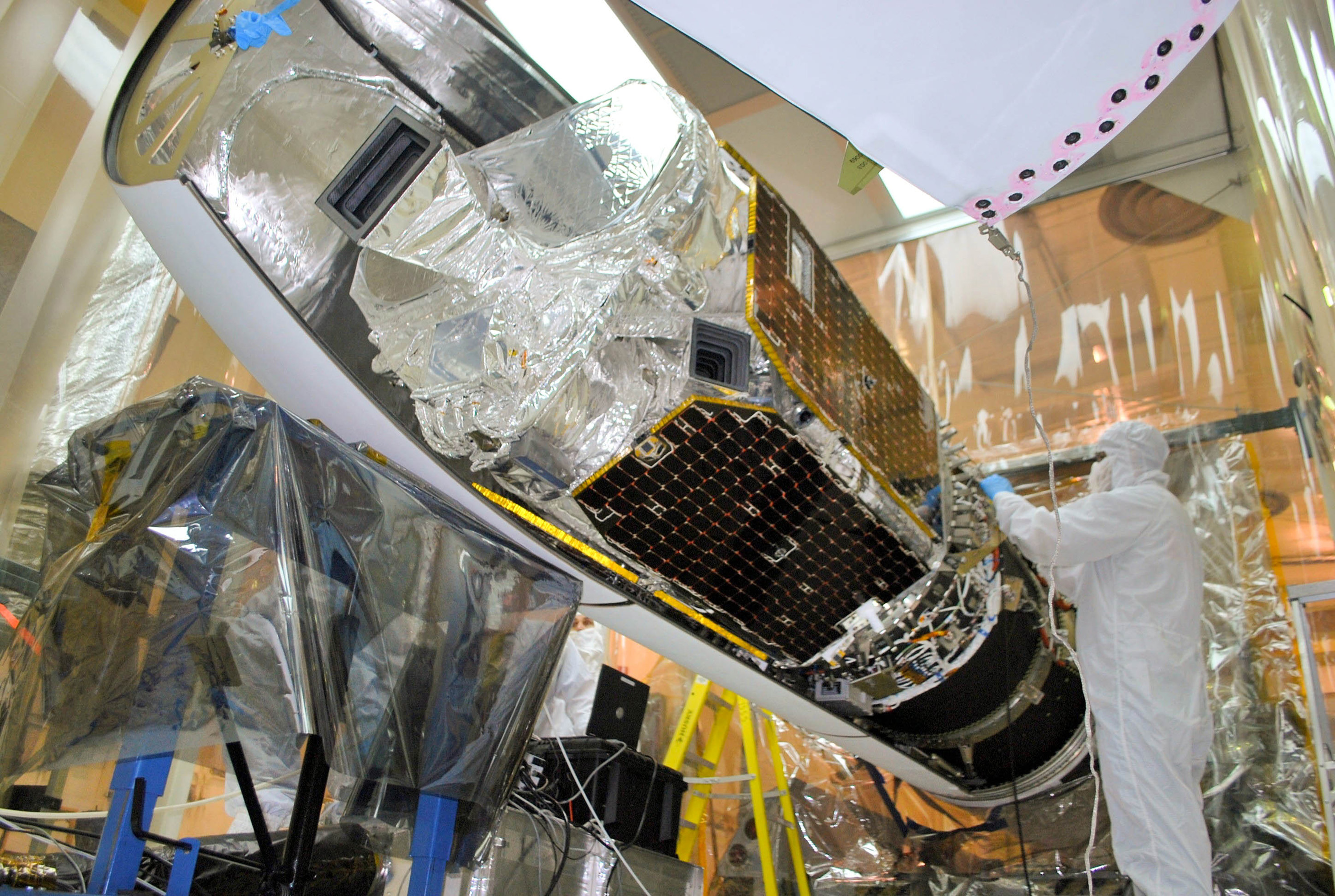
Le télescope X NuSTAR est installé dans la coiffe du lanceur.

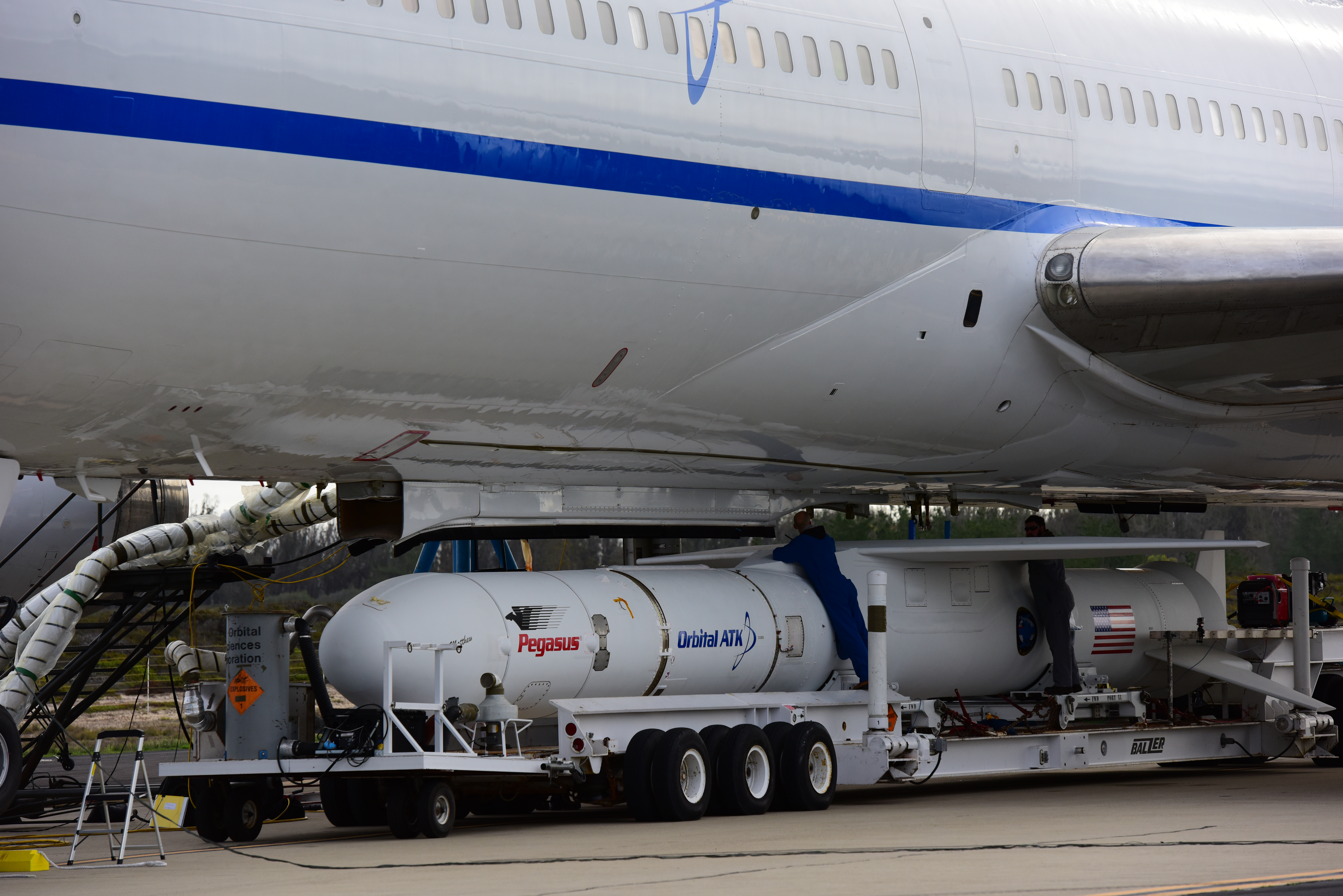
Pegasus-XL en cours d'installation sous son avion porteur Lockheed L-1011.

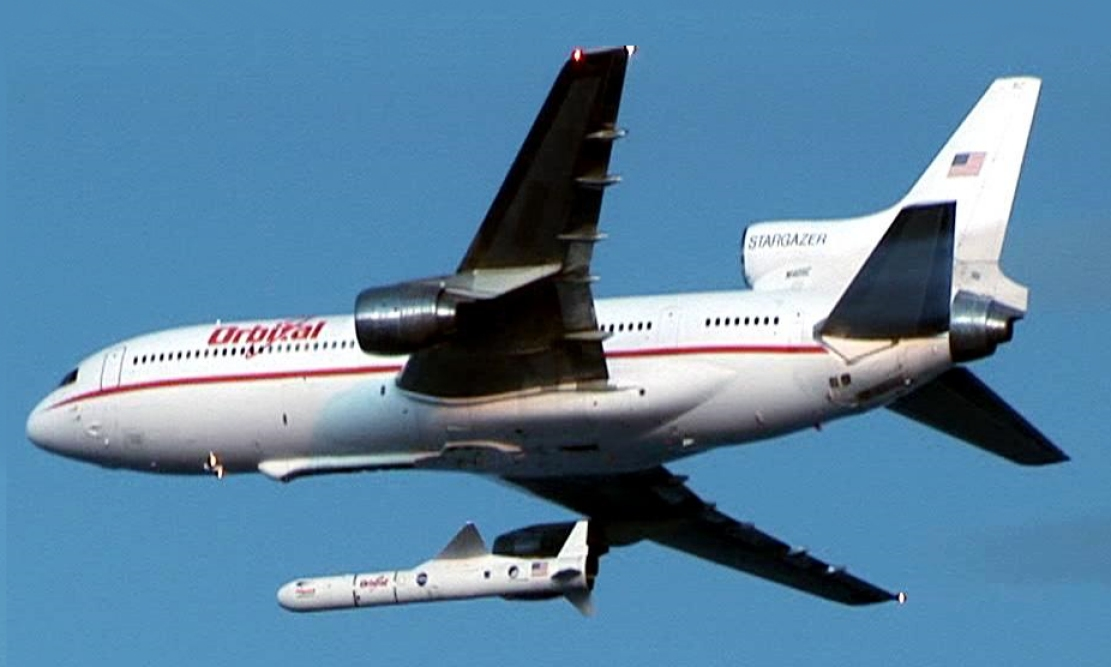
Pegasus-XL lancé depuis un Lockheed L-1011.

Pegasus est un lanceur aéroporté américain pouvant placer en orbite basse une charge de 450 kg. Il a été développé par la société aérospatiale américaine Orbital Sciences. Ce lanceur présente la particularité d'être lancé depuis un avion gros porteur — initialement un B-52 et depuis 1994 un Lockheed L-1011 reconverti — à l'altitude de 12 000 mètres et d'avoir un premier étage muni d'ailes porteuses. Le premier lancement réussi a eu lieu le 5 avril 1990 et plus de quarante tirs ont été effectués au cours des deux décennies qui ont suivi. Le lanceur est utilisé pour placer en orbite basse de petits satellites scientifiques de la NASA, des satellites militaires américains et des satellites commerciaux de télécommunications.

## Historique

### L'appel d'offres de la DARPA
Pegasus est conçu initialement pour répondre à des besoins militaires. Il est proposé en réponse à un appel d'offres de la DARPA (agence de recherche militaire américaine chargée de mettre au point des techniques innovantes), à la recherche d'un lanceur pouvant mettre en orbite de petits satellites militaires (lightsats). La DARPA demande un lanceur pouvant être largué depuis un avion pour disposer d'une grande flexibilité opérationnelle. Hercules Aerospace et Orbital Sciences — ces deux sociétés font en 2019 partie du groupe Alliant Techsystems — créent en 1987 une coentreprise pour répondre à cet appel d'offres. Ils sont les seuls à y répondre et sont sélectionnés. Ils développent sur fonds propres, pour un montant « modeste » de 50 millions de dollars, un lanceur comprenant trois étages à propergol solide pouvant être lancé depuis un bombardier B-52. Le prix de lancement est de 6 millions de dollars sans les options et les coûts indirects (tests, conception de l'installation de la charge et support sur le site de lancement), qui peuvent faire monter le prix à 30 millions de dollars. À l'époque, Orbital Sciences, qui a été créée en 1982 à Fairfax en Virginie, a développé les étages supérieurs à propergol solide de la fusée lourde Titan IV et la sonde spatiale Mars Observer. Hercules Aerospace, qui a son siège à Wilmington (Delaware), fabrique à Salt Lake City (Utah) les propulseurs d'appoint du lanceur Delta II.

### Développement et premier vol
Le nouveau lanceur baptisé Pegasus est conçu par une équipe d'environ 80 ingénieurs dirigée par le professeur Antonio Elias tandis que les ailes sont dessinées par Burt Rutan. L'accent est mis sur la simplicité toute en exploitant les dernières avancées dans le domaine de la propulsion à propergol solide et de l'informatique embarquée. Aucun test en vol n'est prévu. Pour le premier vol, le B-52 porteur décolle de la base aérienne d'Edwards le 5 avril 1990 et le lanceur léger place un petit satellite militaire sur une orbite polaire. En 1991 la NASA, qui a refondu son programme Explorer dédié aux petits satellites scientifiques décide de sélectionner le lanceur Pegasus pour lancer les plus petits des engins spatiaux du programme (satellites SMEX). Cette décision met fin à la carrière du lanceur Scout utilisé jusque là. 

### Changement d'avion porteur
Après avoir effectué cinq lancements, les responsables du projet décident de remplacer le B-52 par un avion civil Lockheed L-1011 d'Air Canada. L'avion rebaptisé Stargazer (référence au vaisseau du film Star Trek Next Generation) inaugure une nouvelle technique de transport. Le lanceur Pegasus au lieu d'être attaché sous l'aile est fixé sous le fuselage de son avion porteur. Ce changement permet d'emporter une version plus puissante (XL) dont la masse passe de 19 à 23 tonnes. 

### Des débuts difficiles
Mais ces premiers vols avec le B-52 ne se déroulent souvent pas de manière nominale. Pour les deuxième et cinquième tirs l'orbite atteinte n'est pas celle visée. Le troisième lancement se déroule de manière tellement chaotique qu'une enquête est menée. La nouvelle version XL du lanceur débute également par deux échecs. Durant le premier vol (27 juin 1994) qui emporte un satellite expérimental de l'Armée de l'air, le lanceur dévie de la trajectoire prévue et doit être détruit. Durant le second vol, qui a lieu un an plus tard le 22 juin 1995, le deuxième étage ne sépare pas correctement et le lanceur devient incontrôlable. La NASA qui a planifié l'utilisation du lanceur pour deux de ses satellites FAST et FUSE doit repousser leur lancement et tente de trouver un lanceur de rechange. Les quatre vols suivants sont des succès mais le cinquième est de nouveau un échec à la suite d'une défaillance d'une batterie du troisième étage qui ne permet pas le déploiement du satellite HETE. Par la suite le lanceur ne connait plus aucun échec même partiel.

### Un succès relatif
Le lanceur ne connait qu'un succès relatif. En 24 ans il n'est utilisé qu'à 42 reprises, soit moins de deux fois par an. Au cours de la décennie 2010 les vols se raréfient : aucun vol n'a lieu en 2009, 2010, 2011, 2014, 2015 et 2017. Pegasus est trop petit pour la plupart des satellites institutionnels ou commerciaux malgré la réduction de taille de ceux-ci et il est trop cher pour la plupart des opérateurs de satellites commerciaux.       

## Profil de mission
L'avion porteur décolle d'un aéroport doté d'équipes au sol pouvant effectuer les tests et assurer le support en vol. Les aéroports qui peuvent être utilisés sont le Centre spatial Kennedy en Floride, la base de Vandenberg et le centre de recherche en vol Dryden en Californie, Wallops Island en Virginie; Kwajalein dans l'Océan Pacifique et les îles Canaries dans l'Océan Atlantique. 
Après s'être positionné à un endroit donné avec une vitesse et un cap prédéterminés, l'avion porteur lâche la fusée à l'horizontale. Après une chute libre de 5 secondes, le moteur du premier étage est allumé et la fusée se met à prendre de l'altitude. L'aile delta en composite à base de fibres de carbone fournit une certaine portance. Des ailerons permettent de corriger la direction car le moteur de la fusée n'est pas orientable. À peu près 1 minute et 17 secondes après avoir été allumé le moteur du premier étage s'éteint. La fusée est alors à une altitude de 60 km en vitesse hypersonique. Le premier étage se détache et emporte l'aile et les ailerons tandis que le deuxième étage s'allume. Celui-ci brûle durant 1 minute et 18 secondes. Le moteur de cet étage permet de gérer les mouvements de lacet et de tangage tandis que les mouvements de roulis sont contrôlés par des jets d'azote sur le 3e étage. Alors que le deuxième étage est à mi-course, la fusée atteint une altitude où règne un quasi vide. La coiffe qui recouvre le satellite est larguée. Le troisième étage est allumé. Il comporte un moteur orientable comme l'étage précédent. Son temps de combustion est de 64 secondes. La fusée peut transporter deux satellites ou comporter un quatrième étage pour atteindre des altitudes plus élevées ou réaliser des trajectoires plus complexes. Cet étage, le HAPS (en anglais : Hydrazine Auxiliary Propulsion System), est propulsé par trois petits moteurs consommant de l'hydrazine qui peuvent être rallumés plusieurs fois. Le poids du HAPS diminue d'autant celui de la charge utile.
Le guidage est réalisé par un ordinateur 32 bits et une centrale à inertie. Un récepteur GPS fournit des informations complémentaires.

## Rôle de l'avion porteur
Le rôle de l’avion porteur n’est pas d’accroître la charge utile satellisable par la fusée : sa vitesse (0,8 mach) ne représente que 3 % de la vitesse du satellite et l’altitude à laquelle il lance la fusée (12 000 mètres) ne représente que 4 % du rayon de l’orbite basse généralement visée par les satellites.
Par contre, l’altitude à laquelle la fusée est lancée permet de s’affranchir des contraintes météorologiques. À 12 000 mètres, Pegasus se trouve dans la stratosphère, donc au-dessus de la troposphère dans laquelle se déroulent les phénomènes météorologiques les plus violents (vents…). Pegasus peut être ainsi lancé sans attendre une fenêtre météorologique favorable qui induit habituellement des frais importants liés à l’immobilisation des équipes au sol.
De plus, l’avion porteur évite d’avoir à utiliser des installations de lancement au sol coûteuses. L’avion peut lancer le satellite depuis la position la plus économique, généralement située au niveau de l’équateur. Le montant de l’assurance est diminué car le lancement se fait au-dessus de l’océan loin des habitations qui pourraient être touchées par les retombées toxiques de la fusée.
Grâce à ce mode de lancement, la tuyère du moteur du premier étage a pu être allongée, ce qui améliore son efficacité, car à 12 000 mètres, elle ne subit pas une pression aérodynamique aussi forte qu’au sol. Pour la même raison, les corrections d’attitude peuvent être réalisées par la seule action des ailerons simplifiant la conception du moteur du premier étage (moteur fixe).

## Développement
La version originale du lanceur, dite standard, est lancée par un Boeing B-52. Elle effectue son premier vol en 1990. Une version comportant un quatrième étage HAPS permettant un léger gain de performance et une insertion en orbite plus précise vole pour la première fois en 1991. En 1994 le lanceur est adapté pour être tiré depuis L-1011 acquis par le constructeur. Les ailerons de nouvelle version, dite hybride, sont abaissés pour permettre au train d'atterrissage de l'avion porteur de se rétracter. Une version plus puissante, baptisée Pegasus XL, vole pour la première fois le 27 juin 1994. C'est la seule à être aujourd'hui commercialisée avec en option l'étage HAPS. Les premier et deuxième étages ont été allongés avec une masse augmentée de plus de 4 tonnes et une charge utile de 40 kg. Après des débuts difficiles (trois échecs totaux et deux échecs partiels sur 14 vols en 1997) le lanceur n'a plus connu de problèmes mais sa commercialisation s'est considérablement ralentie après 2008 (cinq vols entre 2009 et 2021). En juin 2021, 45 lanceurs Pegasus ont été tirés avec trois échecs totaux et deux échecs partiels.

## Caractéristiques
- Masse : 18 500 kg (Pegasus), 23 130 kg (Pegasus XL)
- Longueur : 16,9 m (Pegasus), 17,6 m (Pegasus XL)
- Diamètre : 1,27 m
- Envergure des ailes : 6,7 m
- Charge utile : 443 kg (Diamètre 1,18 m, longueur 2,13 m)

De manière standard le lanceur comporte trois étages utilisant une propulsion à propergol solide et développés par ATK.

### Premier étage
Le premier étage Orion 50S XL a une masse de 15 tonnes (1,4 tonne à vide) et une longueur de 10,27 m. La poussée dans le vide est de 726 kN et l'impulsion spécifique est de 295 secondes. La durée de combustion est de 68,6 secondes. Le seul contrôle d'orientation porte sur le tangage et est effectué à l'aide des ailerons. L'étage comprend une aile delta en composite en graphite réalisée par Scaled Composites présentant une flèche de 48° et ayant une envergure de 6,71 m. La finesse en dessous de Mach 1 est de 4. L'épaisseur de l'aile est de 20,3 cm, avec des surfaces supérieures et inférieures parallèles facilitant la fixation au corps de l'étage. Cette aile fournit un peu de sustentation et facilite les manœuvres en tangage.

### Deuxième étage
Le deuxième étage Orion 50 XL a une masse de 4,3 tonnes (391 kg à vide) et une longueur de 3,07 m. La poussée moyenne dans le vide est de 158 kN et l'impulsion spécifique est de 289 secondes. La durée de combustion est de 71 secondes. Le moteur est orientable en roulis et lacet à l'aide d'un système électromécanique. Un système de propulsion à gaz froid est utilisé pour le contrôle du roulis en phase de propulsion et pour tous les autres contrôles d'attitude entre deux phases propulsives.

### Troisième étage
Le troisième étage Orion 38 a une masse de 872 kg (102 kg à vide) et une longueur de 1,34 m. et un diamètre de 0,97 m. La poussée dans le vide est en moyenne de 32,7 kN et l'impulsion spécifique est de 287 secondes. La durée de combustion est de 67 secondes. Le moteur est orientable en roulis et lacet à l'aide d'un système électromécanique. Un système de propulsion à gaz froid est utilisé pour le contrôle du roulis en phase de propulsion et pour tous les autres contrôles d'attitude entre deux phases propulsives.

### L'étage optionnel HAPS
Sur la version HAPS (en anglais : Hydrazine Auxiliary Propulsion System) un quatrième étage est installé pour améliorer la précision de l'injection en orbite tout en accroissant de 36 kg la charge utile (pour une orbite de 720 km avec une inclinaison orbitale de 82°). L'étage, qui est long de 30 cm pour un diamètre de 97 cm et une masse de 90 kg, est placé sous la coiffe et remplace le réservoir d'azote utilisé par la version à trois étages pour le contrôle d'attitude. Il comporte trois moteurs-fusées MR-107 d'une poussée unitaire de 222 newtons brulant de l'hydrazine avec une impulsion spécifique de 236 secondes et fournis par Olin Aerospace. Le contrôle d'attitude est réalisé par des propulseurs à gaz froid (azote) et en appliquant une poussée différente sur les trois moteurs. L'étage est utilisé typiquement en deux temps (131 s + 110 s) séparés par une phase balistique.

### Coiffe
La coiffe a un longueur utilisable de 2,13 mètres et un diamètre interne de 1,15 m. C'est une pièce en composite comportant deux moitiés et d'une masse de 127 kg.

Assemblage final et misee en place sous l'avion porteur
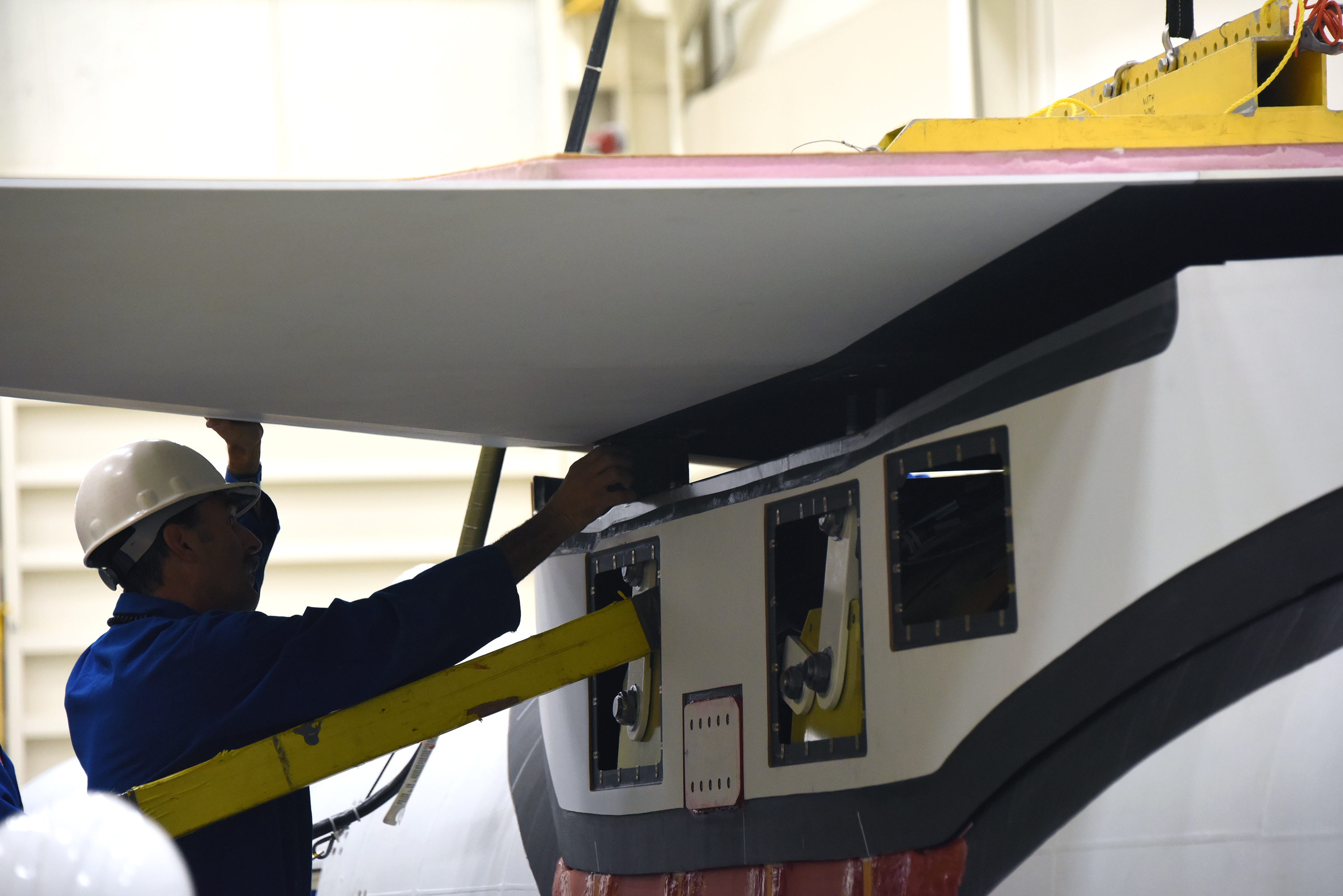
L'aile du Pegasus est fixée au corps du premier étage du lanceur
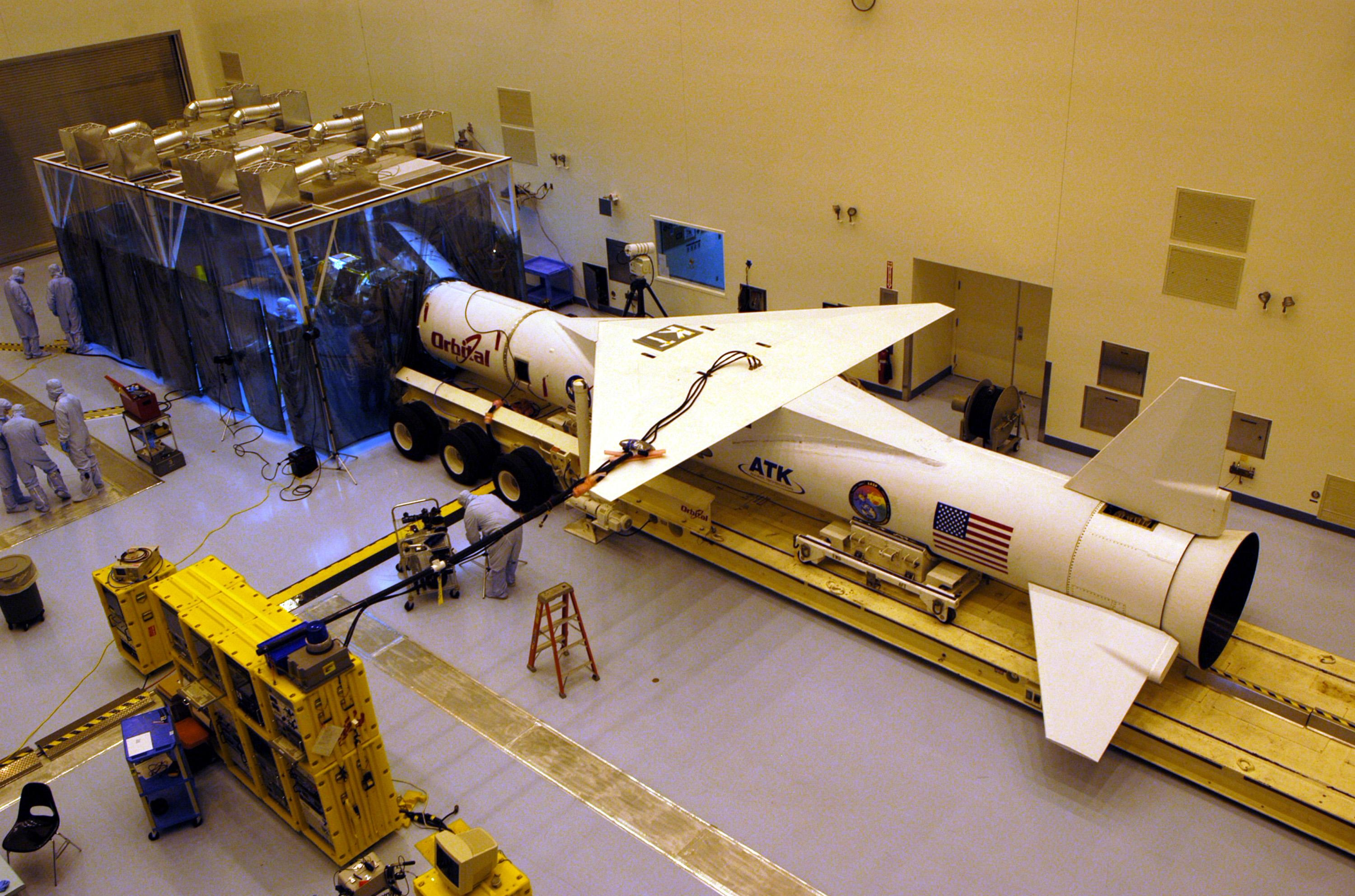
La charge utile SORCE est fixée dans une salle blanche mobile au lanceur.
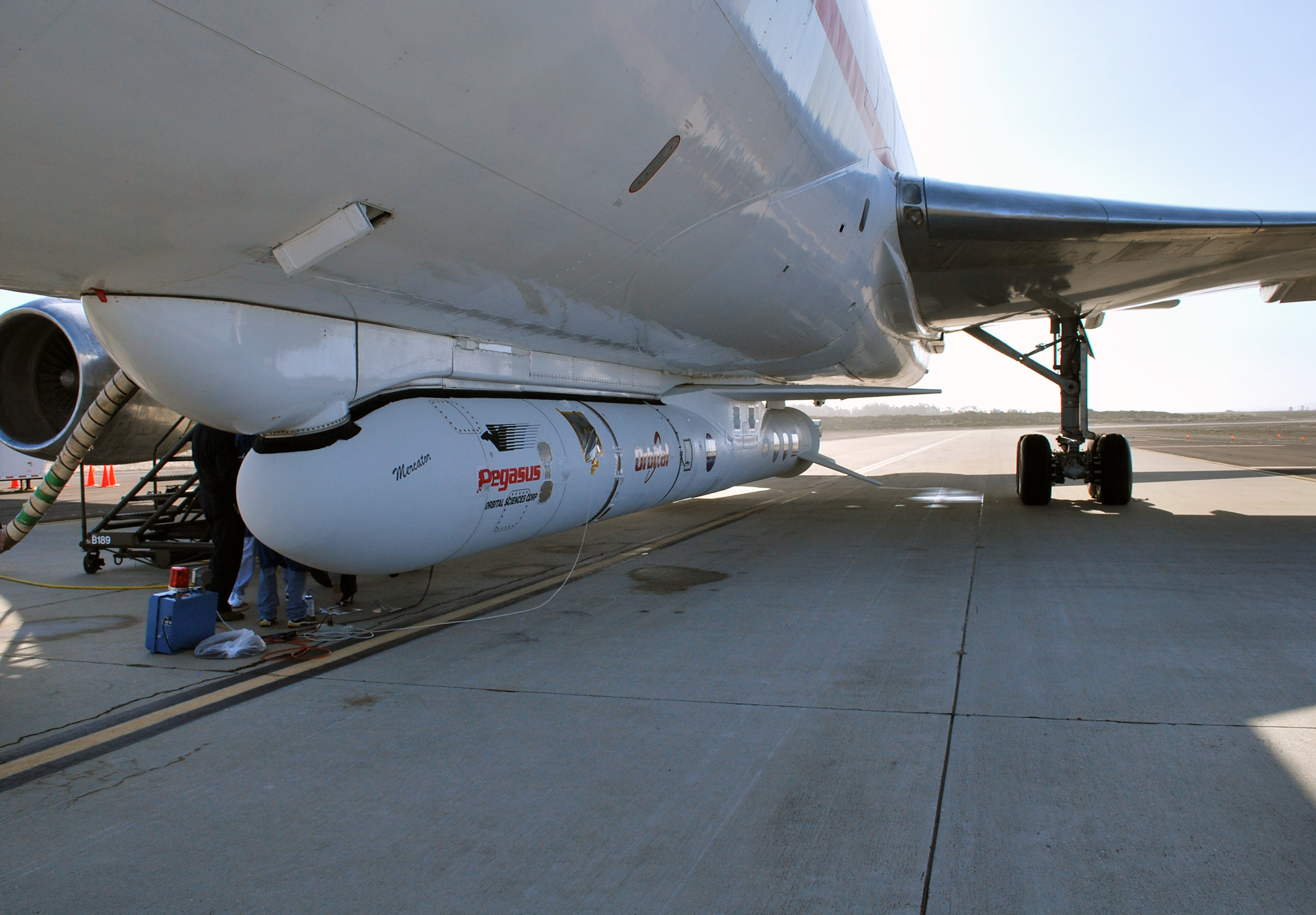
Pegasus XL fixée sous le carénage de son avion porteur L-1011

## Fusées et lanceurs dérivés
Deux lanceurs d'Orbital intègrent des composants de la Pegasus :
- Le lanceur Taurus, tiré du sol et qui est constitué d'une Pegasus sans ses ailes et d'un missile intercontinental LGM-118A Peacekeeper.
- Le lanceur Minotaur I qui est composé des 2e et 3e étages de la Pegasus et du premier et deuxième étage d'un missile intercontinental Minuteman II.

Plusieurs missiles et fusées ont été développés à partir de la Pegasus :
- La fusée JXLV est une version de Pegasus à un seul étage qui été utilisée pour propulser le prototype NASA X-43 Scramjet
- La fusée Taurus Lite est un prototype de fusée pour la défense anti-missiles tirée depuis le sol
- La fusée OBV (en anglais : Orbital Boost Vehicle) est une missile de défense anti-missiles opérationnel.

Fusées et lanceurs dérivés
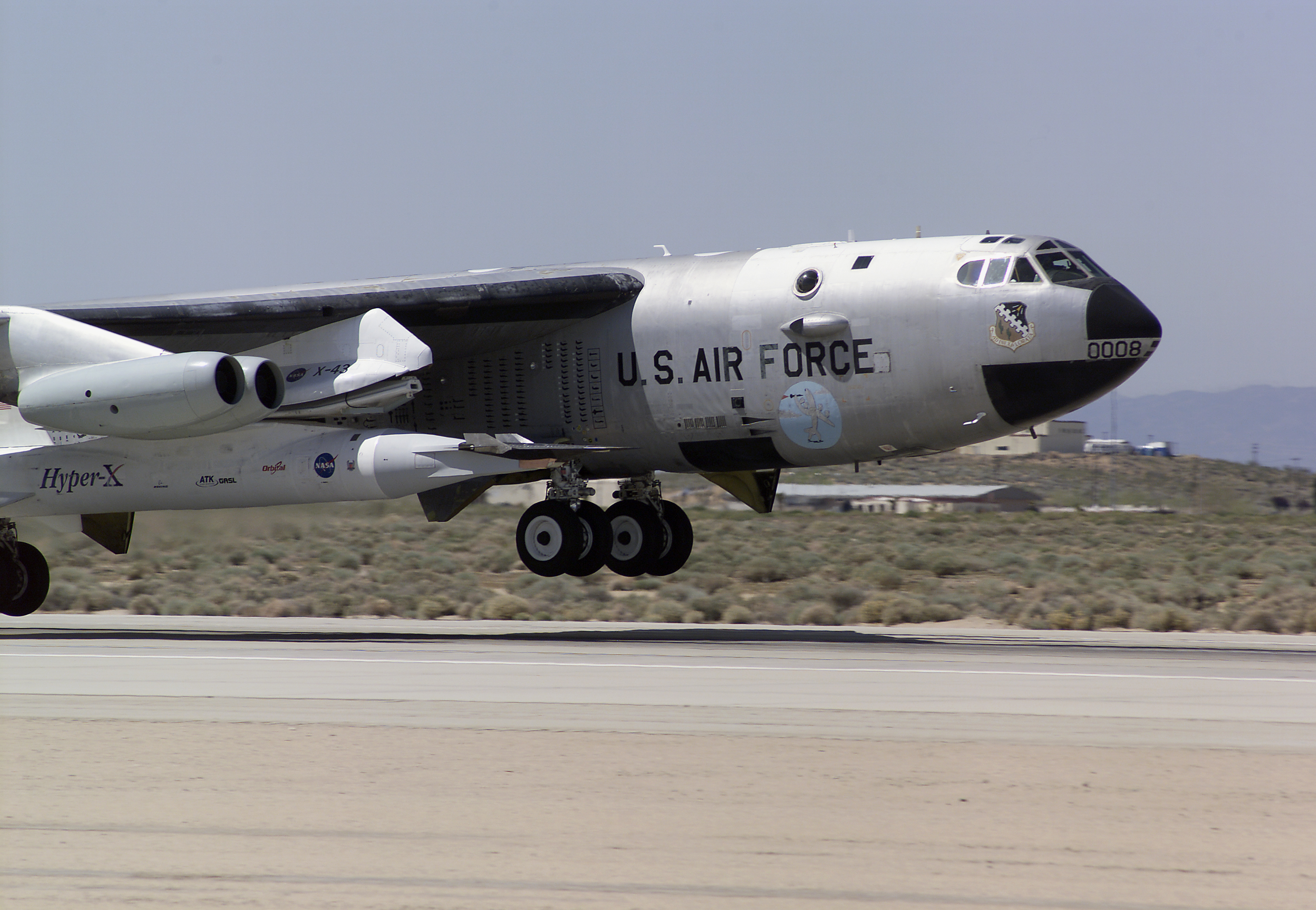
Fusée JXLV avec le X-43 sous l'aile du NB-52B Balls 8
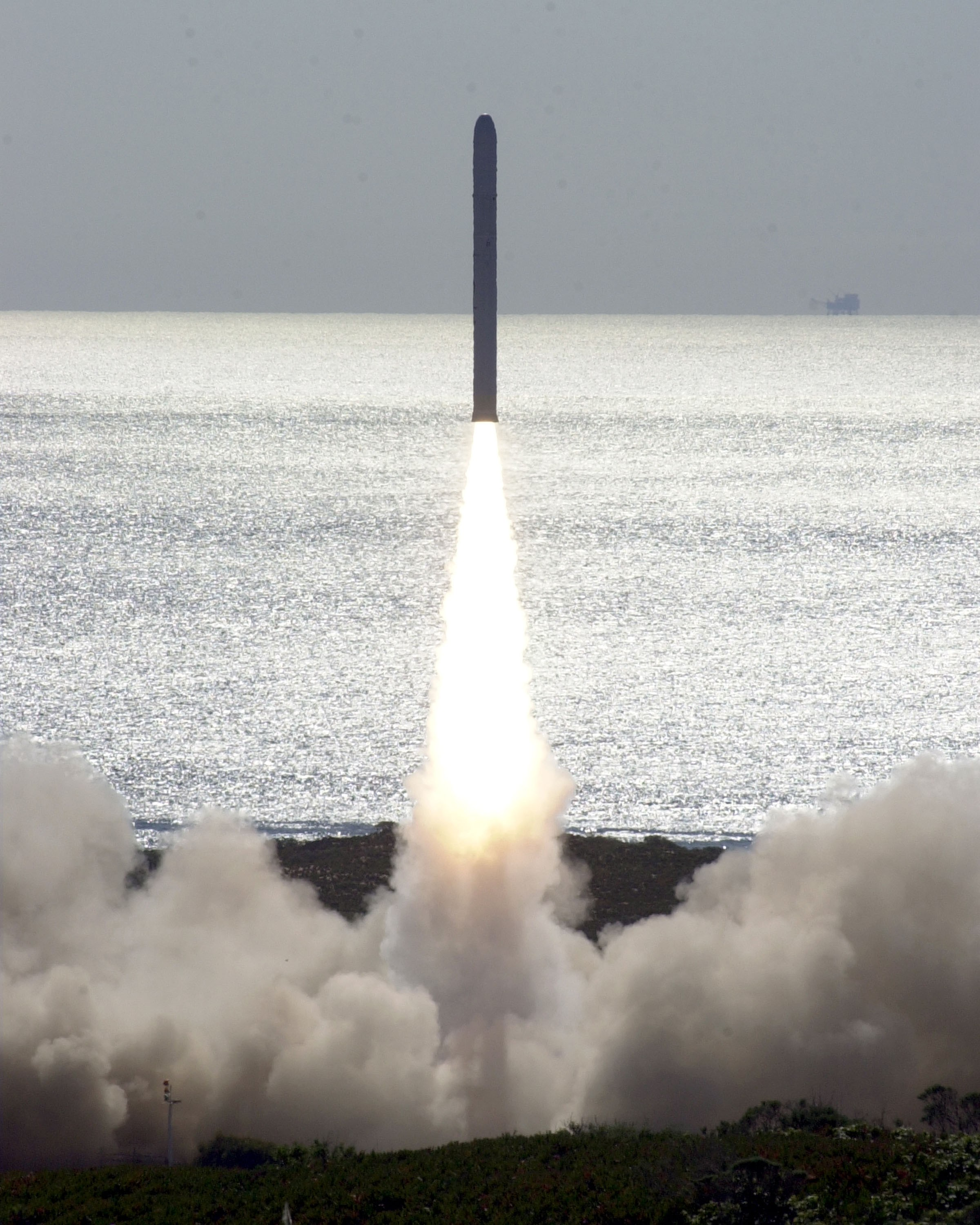
Taurus-Lite
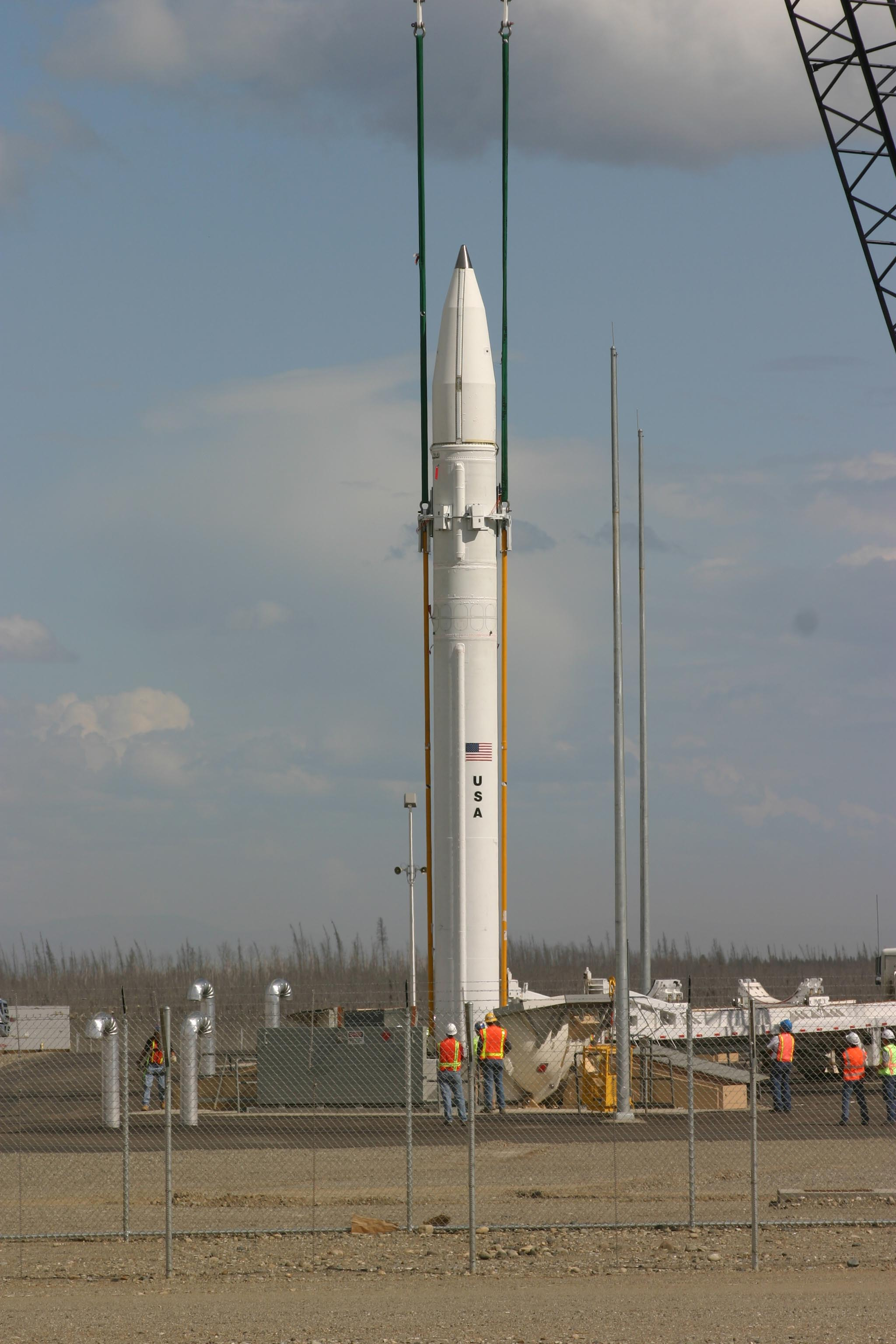
OBV

## Historique des lancements
| N° | Date              | Version            | Avion porteur | Charge utile                                             | Type                                       | Site de lancement        | Commentaire                                                  |
| -- | ----------------- | ------------------ | ------------- | -------------------------------------------------------- | ------------------------------------------ | ------------------------ | ------------------------------------------------------------ |
| 1  | 5 avril 1990      | Standard           | B-52          | Pegsat, NavySat                                          |                                            | Edwards AFB              |                                                              |
| 2  | 17 juin 1991      | Standard avec HAPS | B-52          | Microsats (7 satellites)                                 |                                            | Edwards AFB              | Échec partiel. Orbite plus basse que celle prévue            |
| 3  | 9 février 1993    | Standard           | B-52          | SCD-1                                                    |                                            | Cape Canaveral           |                                                              |
| 4  | 25 avril 1993     | Standard           | B-52          | ALEXIS                                                   | Télescope spatial                          | Edwards AFB              |                                                              |
| 5  | 19 mai 1994       | Standard avec HAPS | B-52          | STEP-2 (Space Test Experiments Platform/Mission 2/SIDEX) |                                            | Edwards AFB              | Échec partiel. Orbite plus basse que celle prévue            |
| 6  | 27 juin 1994      | XL                 | L-1011        | STEP-1 (Space Test Experiments Platform/Mission 1)       |                                            | Vandenberg               | Échec (perte du contrôle du lanceur en cours de vol)         |
| 7  | 3 août 1994       | Standard           | B-52          | APEX (en)                                                |                                            | Edwards AFB              |                                                              |
| 8  | 3 avril 1995      | Hybrid             | L-1011        | Orbcomm (2 satellites), OrbView-1                        | Satellites de télécommunications           | Vandenberg               |                                                              |
| 9  | 22 juin 1995      | XL                 | L-1011        | STEP-3 (Space Test Experiments Platform/Mission 3)       |                                            | Vandenberg               | Échec (mauvais fonctionnement du deuxième étage)             |
| 10 | 9 mars 1996       | XL                 | L-1011        | REX II                                                   |                                            | Vandenberg               |                                                              |
| 11 | 17 mai 1996       | Hybride            | L-1011        | MSTI-3 (en)                                              |                                            | Vandenberg               |                                                              |
| 12 | 2 juillet 1996    | XL                 | L-1011        | TOMS-EP (en)                                             |                                            | Vandenberg               |                                                              |
| 13 | 21 aout 1996      | XL                 | L-1011        | FAST                                                     | Étude aurores polaires                     | Vandenberg               |                                                              |
| 14 | 4 novembre 1996   | XL                 | L-1011        | HETE, SAC-B                                              | Détecteur sursaut gamma                    | Wallops Flight Facility  | Échec (Satellites ne se sont pas séparés du troisième étage) |
| 15 | 21 avril 1997     | XL                 | L-1011        | Minisat 01, Celestis 01                                  |                                            | Aéroport de Gran Canaria |                                                              |
| 16 | 1er aout 1997     | XL                 | L-1011        | OrbView-2 (en)                                           |                                            | Vandenberg               |                                                              |
| 17 | 29 août 1997      | XL                 | L-1011        | FORTE (en)                                               |                                            | Vandenberg               |                                                              |
| 18 | 22 octobre 1997   | XL                 | L-1011        | STEP-4 (Space Test Experiments Platform/Mission 4)       |                                            | Wallops Flight Facility  |                                                              |
| 19 | 23 décembre 1997  | XL avec HAPS       | L-1011        | Orbcomm (8 satellites)                                   | Satellites de télécommunications           | Wallops Flight Facility  |                                                              |
| 20 | 26 février 1998   | XL                 | L-1011        | SNOE, BATSAT                                             | Étude de l'atmosphère                      | Vandenberg               |                                                              |
| 21 | 2 avril 1998      | XL                 | L-1011        | TRACE                                                    | Observation solaire                        | Vandenberg               |                                                              |
| 22 | 2 aout 1998       | XL avec HAPS       | L-1011        | Orbcomm (8 satellites)                                   | Satellites de télécommunications           | Wallops Flight Facility  |                                                              |
| 23 | 23 septembre 1998 | XL avec HAPS       | L-1011        | Orbcomm (8 satellites)                                   | Satellites de télécommunications           | Wallops Flight Facility  |                                                              |
| 24 | 22 octobre 1998   | Hybride            | L-1011        | SCD-2                                                    |                                            | Cape Canaveral           |                                                              |
| 25 | 6 décembre 1998   | XL                 | L-1011        | SWAS                                                     | Astronomie sub-millimétrique               | Vandenberg               |                                                              |
| 26 | 5 mars 1999       | XL                 | L-1011        | WIRE                                                     | Astronomie infrarouge                      | Vandenberg               |                                                              |
| 27 | 18 mai 1999       | XL avec HAPS       | L-1011        | TERRIERS, MUBLCOM (en)                                   |                                            | Vandenberg               |                                                              |
| 28 | 4 décembre 1999   | XL avec HAPS       | L-1011        | Orbcomm (7 satellites)                                   | Satellites de télécommunications           | Wallops Flight Facility  |                                                              |
| 29 | 7 juin 2000       | XL                 | L-1011        | TSX-5 (en) (Tri-Services Experiments Platform/Mission 5) |                                            | Vandenberg               |                                                              |
| 30 | 9 octobre 2000    | Hybrid             | L-1011        | HETE 2                                                   | Astronomie UV, X et gamma                  | Kwajalein                |                                                              |
| 31 | 5 février 2002    | XL                 | L-1011        | RHESSI                                                   | Imagerie X et gamma des éruptions solaires | Cape Canaveral           |                                                              |
| 32 | 25 janvier 2003   | XL                 | L-1011        | SORCE                                                    |                                            | Cape Canaveral           |                                                              |
| 33 | 28 avril 2003     | XL                 | L-1011        | GALEX – Galaxy Evolution Explorer                        | Astronomie ultraviolet                     | Cape Canaveral           |                                                              |
| 34 | 26 juin 2003      | XL                 | L-1011        | OrbView-3 (en)                                           |                                            | Vandenberg               |                                                              |
| 35 | 13 aout 2003      | XL                 | L-1011        | SCISAT-1 (en)                                            |                                            | Vandenberg               |                                                              |
| 36 | 15 avril 2005     | XL                 | L-1011        | DART                                                     |                                            | Vandenberg               |                                                              |
| 37 | 28 mars 2006      | XL                 | L-1011        | ST-5 – Space Technology 5 (3 satellites)                 |                                            | Vandenberg               |                                                              |
| 38 | 25 avril 2007     | XL                 | L-1011        | AIM                                                      | Observation des nuages noctulescents       | Vandenberg               |                                                              |
| 39 | 16 avril 2008     | XL                 | L-1011        | C/NOFS (en)                                              |                                            | Kwajalein                |                                                              |
| 40 | 19 octobre 2008   | XL                 | L-1011        | IBEX                                                     | Étude héliosphère                          | Kwajalein                |                                                              |
| 41 | 13 juin 2012      | XL                 | L-1011        | NuSTAR                                                   | Télescope X                                | Kwajalein                | [ 6 ]                                                        |
| 42 | 28 juin 2013      | XL                 | L-1011        | IRIS                                                     | Télescope ultraviolet                      | Vandenberg               | [ 8 ]                                                        |
| 43 | 15 décembre 2016  | XL                 | L-1011        | CYGNSS                                                   | Prévision météorologique                   | Cape Canaveral           |                                                              |
| 44 | 11 octobre 2019   | XL                 | L-1011        | ICON                                                     | Étude de l’ionosphère terrestre            | Cape Canaveral           |                                                              |
| 45 | 13 juin 2021      | XL                 | L-1011        | TacRL-2 (Odyssey)                                        | Démonstrateur technologique                | Vanderberg               |                                                              |